# Norba
Norba (llatí: Norba grec antic: Νῶρβα) va ser una ciutat dels llatins, situada al sud de Cora, a mig camí entre Cora i Sètia.
Consta a les llistes de Dionís d'Halicarnàs, on enumera les trenta ciutats que formaven part de la Lliga llatina. sembla cert que Norba, Cora i Sètia eren originàriament ciutats llatines abans de caure en mans dels volscs. Va rebre una colònia romana l'any 492 aC, després de l'aliança entre els llatins i Roma. Titus Livi diu que era un oppidum que defensava molt bé tot el territori dels voltants. L'any 327 aC les ciutats de Cora, Norba i Sètia van ser arrasades pels seus veïns, els privernats, i aquestes incursions van comportar la venjança de Roma, segons diu Titus Livi, que afegeix que a la Segona Guerra Púnica va ser una de les 18 ciutats llatines que l'any 209 aC van acceptar sense discussió les càrregues que els romans imposaven per aquella guerra. Per la seva situació i per les fortes muralles que tenia va ser un dels llocs on els romans hi van portar hostatges cartaginesos. L'any 198 aC es va veure implicada en la revolta dels esclaus que es va iniciar a la veïna Sètia i que va haver de ser reprimida pel pretor Luci Corneli Mèrula.
Norba va jugar un important paper a la Primera Guerra Civil Romana entre Gai Mari i Sul·la. La van ocupar els partidaris de Mari i va ser l'última ciutat d'Itàlia que va fer front a Sul·la fins i tot quan Praeneste ja havia caigut i Gai Mari el Jove ja havia mort. L'any 82 aC, per una traïció, la ciutat va caure en mans de Marc Emili Lèpid, lloctinent de Sul·la, però els soldats que la defensaven es van matar amb l'espasa i els habitants la van incendiar. Els conqueridors no es van poder endur cap botí de la ciutat destruïda. Sembla segur que mai no es va reconstruir. Estrabó no en parla, i Plini el Vell només menciona els norbans, que vivien al Latium. Correspon a l'actual Norma.